# Euphyia muscosata
Euphyia muscosata är en fjärilsart som beskrevs av Donzel 1837. Euphyia muscosata ingår i släktet Euphyia och familjen mätare. Inga underarter finns listade i Catalogue of Life.